# العلاقات الأوزبكستانية الباكستانية
العلاقات الأوزبكستانية الباكستانية هي العلاقات الثنائية التي تجمع بين أوزبكستان وباكستان.

## مقارنة بين البلدين
هذه مقارنة عامة ومرجعية للدولتين:
| وجه المقارنة                                              | أوزبكستان       | باكستان                     |
| --------------------------------------------------------- | --------------- | --------------------------- |
| المساحة (كم2)                                             | 448.98 ألف      | 881.91 ألف                  |
| عدد السكان (نسمة)                                         | 32.39 مليون     | 197.02 مليون                |
| الكثافة السكانية (ن./كم²)                                 | 72.14           | 223.4                       |
| العاصمة                                                   | طشقند           | إسلام آباد                  |
| اللغة الرسمية                                             | اللغة الأوزبكية | لغة إنجليزية، اللغة الأردية |
| العملة                                                    | سوم أوزبكستاني  | روبية باكستانية             |
| الناتج المحلي الإجمالي (بليون دولار)                      | 48.72 مليار     | 304.95 مليار                |
| الناتج المحلي الإجمالي (تعادل القوة الشرائية) بليون دولار | 190.50 مليار    | 946.67 مليار                |
| الناتج المحلي الإجمالي الاسمي للفرد دولار أمريكي          | 2.13 ألف        | 1.43 ألف                    |
| الناتج المحلي الإجمالي للفرد دولار أمريكي                 | 5.57 ألف        | 4.81 ألف                    |
| مؤشر التنمية البشرية                                      | 0.675           | 0.538                       |
| رمز المكالمات الدولي                                      | +998            | +92                         |
| رمز الإنترنت                                              | .uz             | .pk                         |
| المنطقة الزمنية                                           | ت ع م+05:00     | ت ع م+05:00                 |

## مدن متوأمة
في ما يلي قائمة باتفاقيات التوأمة بين مدن أوزبكستانية وباكستانية:
- ترتبط بخارى مع لاهور باتفاقية توأمة منذ 1992.[14]
- ترتبط سمرقند مع لاهور باتفاقية توأمة منذ 4 أغسطس 1986.
- ترتبط طشقند مع كراتشي باتفاقية توأمة منذ 30 أبريل 1993.

## منظمات دولية مشتركة
يشترك البلدان في عضوية مجموعة من المنظمات الدولية، منها:
| علم المنظمة | اسم المنظمة                               | تاريخ انضمام أوزبكستان | تاريخ انضمام باكستان |
| ----------- | ----------------------------------------- | ---------------------- | -------------------- |
|             | وكالة ضمان الاستثمار متعدد الأطراف        | 4 نوفمبر 1993          | 12 أبريل 1988        |
|             | منظمة التعاون الإسلامي                    | ?                      | ?                    |
|             | منظمة الشرطة الجنائية الدولية             | ?                      | ?                    |
|             | منظمة حظر الأسلحة الكيميائية              | ?                      | ?                    |
|             | الفريق المعني برصد الأرض                  | ?                      | ?                    |
|             | الأمم المتحدة                             | 2 مارس 1992            | 30 سبتمبر 1947       |
|             | منظمة شانغهاي للتعاون                     | 15 يونيو 2001          | ?                    |
|             | مؤسسة التمويل الدولية                     | 30 سبتمبر 1993         | 20 يوليو 1956        |
|             | يونسكو                                    | 26 أكتوبر 1993         | 14 سبتمبر 1949       |
|             | بنك التنمية الآسيوي                       | 1995                   | 1966                 |
|             | البنك الدولي للإنشاء والتعمير             | 21 سبتمبر 1992         | 11 يوليو 1950        |
|             | المركز الدولي لتسوية المنازعات الاستشارية | 25 أغسطس 1995          | 15 أكتوبر 1966       |
|             | الاتحاد البريدي العالمي                   | ?                      | ?                    |
|             | الاتحاد الدولي للاتصالات                  | 10 يوليو 1992          | 26 أغسطس 1947        |

## وصلات خارجية
- موقع وزارة الخارجية الأوزبكستانية
- موقع وزارة الخارجية الباكستانية